# Mein Kampf (farce)
Mein Kampf est une pièce de théâtre à l'humour grinçant créée par George Tabori à Vienne en 1987. Écrite en anglais, elle a été traduite en allemand par Ursula Griitzmacher Tabori, et sa première a eu lieu le 5 mai 1987, au Burgtheater. Elle oppose le jeune Hitler à un vieil homme, Shlomo Hertzl, qui emprunte ses traits à Hertzl. La pièce est accueillie avec des remous, en pleine affaire Waldheim. 

## Argument
Hitler, un paysan autrichien mal dégrossi, mégalomane, hypocondriaque et antisémite débarque un jour dans un asile pour sans-abris en costume tyrolien avec sa valise à roulettes. Puceau à 40 ans, peintre raté, son caractère lui vaut le rejet des habitants de l'asile. Schlomo Hertzl, un vieux Juif à l'esprit fin, vendant des bibles et des kamasutras pour subsister, le prend sous sa protection, le réconforte, et va jusqu'à le sauver de la mort. Après avoir été rejeté par l'Académie des Beaux-Arts, Hitler se réoriente vers une carrière politique. Schlomo, qui écrit un livre, Mein Kampf lui fait cadeau du titre pour l'aider dans sa future carrière. 

## Personnages
- Hitler
- Schlomo Hertzl, un vieux juif, crédule et généreux
- Le cuisinier Lobkowitz
- La Mort
- Gretchen
- Himmlischst

## Lieu
À Vienne, dans un asile de nuit, avant la Première Guerre mondiale.